# Bons (Calvados)
Bons est une ancienne commune française du département du Calvados, à laquelle fut réunie, le 20 avril 1854, la section Tassilly, issue du démembrement de l'éphémère commune de Saint-Quentin-Tassilly, née elle-même de la fusion, le 27 septembre 1833 des communes de Saint-Quentin-de-la-Roche et de Tassilly. La nouvelle commune prit le nom de Bons-Tassilly.